# Botaniska trädgården, Lund

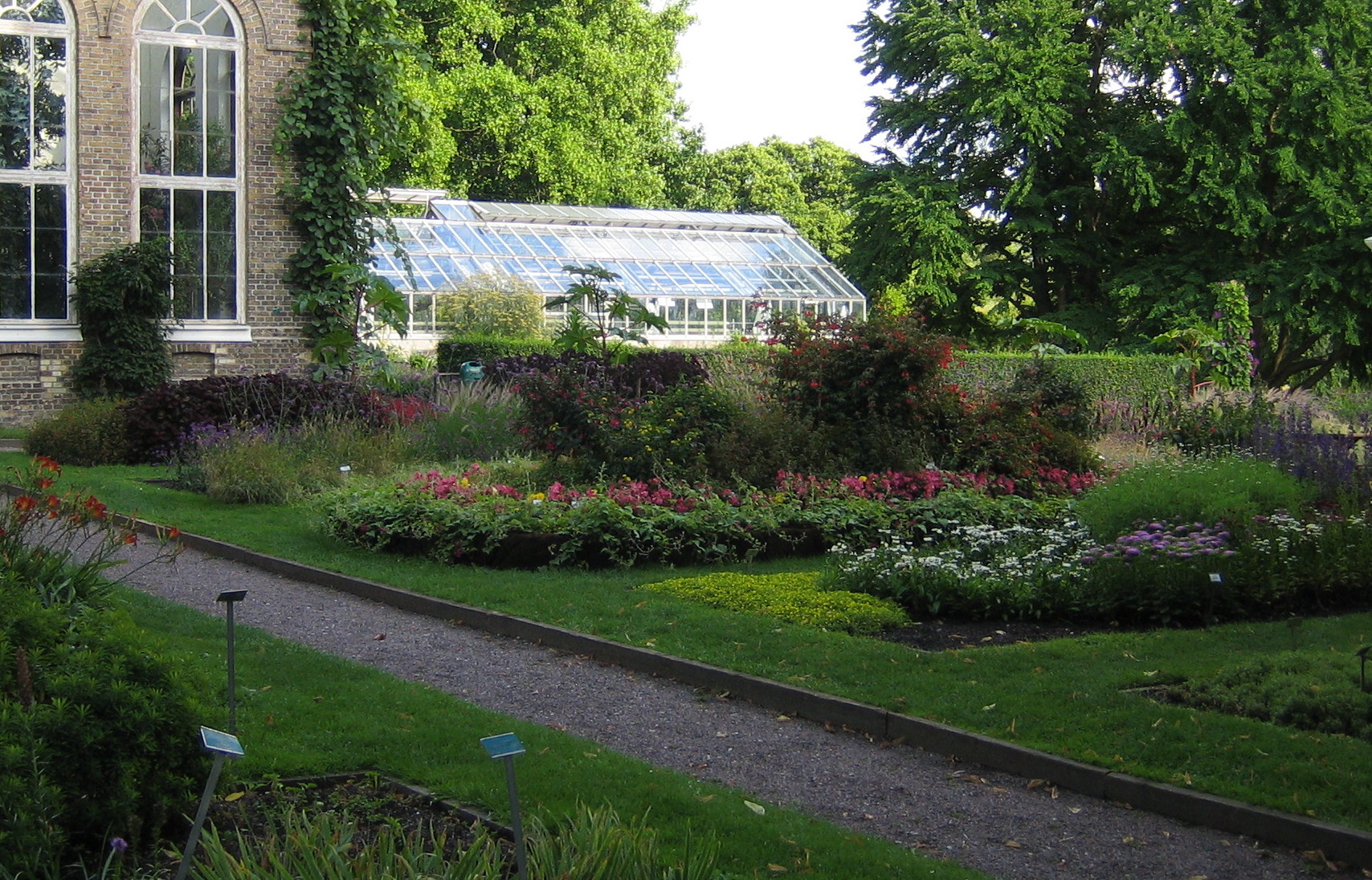
Drivhus i Botaniska trädgården med en skymt av orangeriet till vänster.

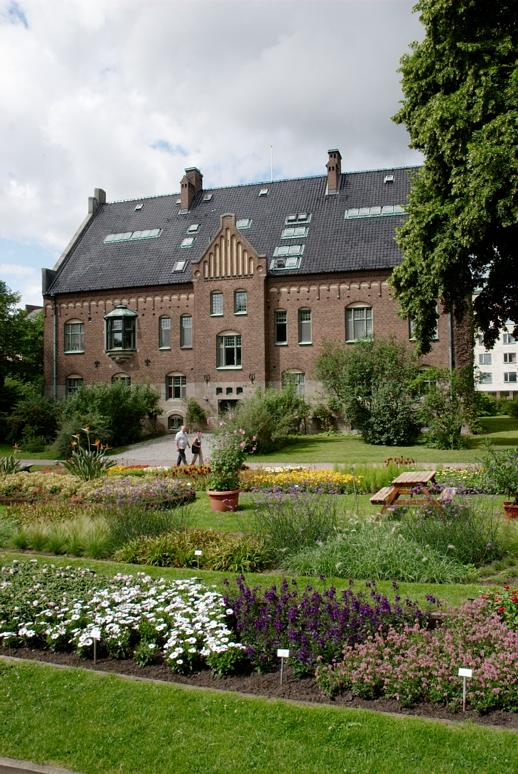
Växter i Botaniska trädgården med Botaniska museet i bakgrunden.

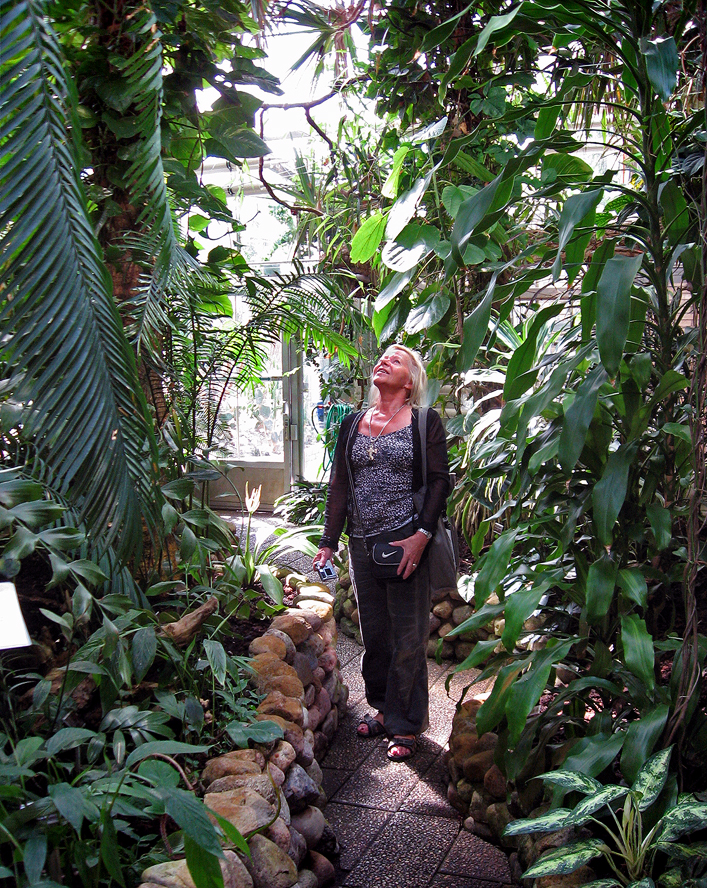
Interiör från ett växthus i Botaniska trädgården i Lund.

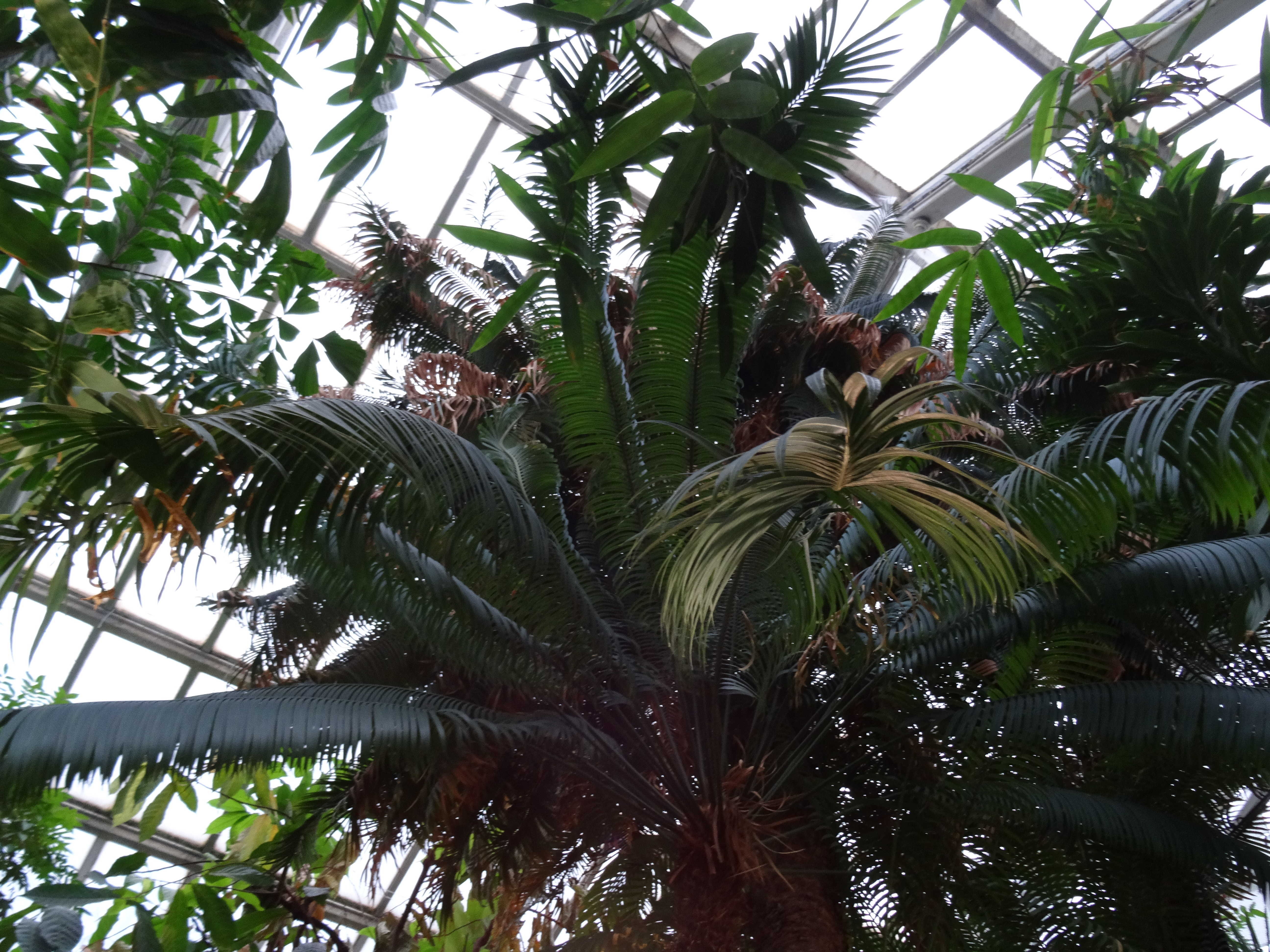
En 150 år gammal kottepalm av arten Cycas zeylanica är en av rariteterna i växthuset. Kottepalmer har funnits i 280 miljoner år och var därmed samtida med dinosaurierna.

Botaniska trädgården i Lund är en av Sveriges tre statliga botaniska trädgårdar, som ägs och förvaltas av Statens fastighetsverk. Botaniska trädgården är en del av Lunds universitets kultur- och museiverksamhet.
Trädgården låg först där Lundagård och Universitetsplatsen ligger idag. Den började anläggas år 1690 men fick sin form på 1740-talet av överintendent Carl Hårleman. 
Universitetets tillbyggnader började inkräkta alltmer på trädgårdens utrymme och 1862 flyttades den till sin nuvarande plats och utformades av professorn i botanik, Jacob Georg Agardh.
I trädgården finns ett antal byggnader varav den äldsta är Agardhianum, men här finns också Botaniska museet och Gula villan. 
I trädgården odlas omkring 7 000 olika arter av växter och i trädgårdens växthus finns nio olika klimatzoner med cirka 2 000 arter.

## Historik
Botaniska trädgården var ursprungligen en del av Tornalyckan, som tillhörde Lunds hospital. År 1815 uppläts marken åt universitetet för att där kunna inrätta en "Trädskola för wilda träd". Tanken med detta var att man skulle få traktens bönder att plantera fler träd genom att köpa trädplantor från trädskolan. Projektet pågick mellan 1820 och 1825 och området fick röjas på Lunds universitets bekostnad, varefter universitetet fick behålla marken.
Redan 1690 började en första botanisk trädgård att anläggas i centrala Lund, men denna blev för liten och en ny botanisk trädgård beviljades av 
1859−1860 års riksdag, på platsen där det några år tidigare bedrivits trädskola. Trädgården anlades mellan 1862 och 1867 och ansvarig för planläggningen och utformningen av flera av byggnaderna var Jacob Georg Agardh. Nivåskillnader i parken åstadkoms genom att skapa jordvallar och gräva dammar och trädgården blev en illustration av det växtsystem som publicerats av Agardh år 1858 i Theoria systematis plantarum. Parkens mittpunkt har en regelbunden utformning medan de yttre delarna är mer fritt utformad. Detta eftersom idealen för tiden var en friare utformning, vilket var svårt att kombinera med en central utgångspunkt.
Parken har utvidgats vid ett antal tillfällen. Första gången var 1888, då Östra Promenaden uppläts till universitetet för parkområde och uppförande av en institutionsbyggnad för fysiologisk botanik, under förutsättning att allmänheten även i framtiden skulle få lov att använda sig av området. Själva promenaden användes dock aldrig till det här syftet. Andra utvidgningen skedde 1911, då husraden längs Östra Vallgatan revs och införlivades i parken, samtidigt som Botaniska museet byggdes. År 1928 uppläts den gamla epidemisjukhustomten mot att Petriplatsen skulle bli en allmän promenadplats. På 1950-talet omdisponerades parken och de oregelbundna områdena gjordes om till rabatter i koncentriska band.
Botaniska trädgården avgränsas längs Tunavägen och Olshögsvägen av jordvallar, som till större delen sammanfaller med Tornalyckans gamla begränsning. Jordvallarna är fasta fornlämningar, då de redan på 1704 års karta finns med som omgivande Tornalyckan.
År 1974 förklarades Agardhianum, Kolhuset, Institutionen för fysiologisk botanik samt Botaniska museet för byggnadsminnesmärken.

## Drift och ekonomi
Botaniska trädgården ägs och förvaltas av Statens fastighetsverk. Det är Lunds universitet och Botaniska trädgården som bedriver verksamheten i trädgården. 
Under lång tid har Statens fastighetsverk, Lunds universitet och donatorer arbetat för att ge nytt liv åt Botaniska trädgårdens växthus. Framförallt på grund av att de utrotningshotade kottepalmerna vuxit ända upp i taket.
Ett omfattande underhållsprojekt planeras samtidigt för övriga delar av växthuset. Ombyggnadsprojektet planeras att starta 2024 och pågå fram till 2026.